# Heterachthes v-flavus
Heterachthes v-flavus là một loài bọ cánh cứng trong họ Cerambycidae.